# سیب و سلما
سیب و سلما، نام یک فیلم ایرانی به کارگردانی حبیب‌الله بهمنی و محصول سال ۱۳۸۹ می‌باشد. «سیب و سلما» داستان طلبه جوانی است که سیبی را می‌خورد و پس از خوردن سیب به دنبال مالک اصلی آن و طلب رضایت از او بر می‌آید.
این فیلم در ۳۰ فروردین ۱۳۹۱ در سینماهای ایران اکران شده‌است.
«سیب و سلما» در بخش تجلی اراده ملی بیست و نهمین دوره جشنواره فیلم فجر موفق به کسب جوایز بهترین کارگردانی و بهترین فیلم‌نامه از طرف  دفتر تبلیغات اسلامی حوزه علمیه قم (نمایندگی تهران)، بهترین کارگردانی از سوی بانک سپه و بهترین کارگردانی از طرف ستاد اقامه نماز شد. همچنین این فیلم در برنامه تلویزیونی هفت و سالن نشست‌های مرکز همایش‌های برج میلاد مورد نقد قرار گرفته‌است.